# 甲南町上馬杉
甲南町上馬杉（こうなんちょうかみますぎ）は、滋賀県甲賀市にある地名。

## 地理
甲賀市甲南町の東南端に位置し、東は甲賀町高嶺・甲賀町和田、南は三重県伊賀市西湯舟・三重県伊賀市東湯舟、西は甲南町下馬杉、北は甲賀町滝・甲賀町毛枚に接する。甲南丘陵を杣川支流の浅野川が東西に流れて開析し、丘陵斜面や浅野川沿いに集落が立地する。滋賀県道134号上馬杉野尻線、滋賀県道135号上馬杉上野線が貫通するほか、東湯舟に越える市道南谷線、市道上馬杉手力線が通じる。

## 歴史
江戸時代の地誌「近江輿地志略」に「馬杉」の地名は聖徳太子が馬を杉の木につないだことによると記される。中世は馬杉荘に属したと考えられる。同荘は平安時代末に京都の広隆寺領「馬椙荘」として「東寺百合文書」にみえる。その後、鎌倉時代から室町時代まで同寺の寺領であった。土豪として馬杉氏が台頭し、複数の中世城館跡が残る。1585年の甲賀ゆれと水口岡山城築城によりその支配下に入ったと考えられる。1600年から幕府領となり、1698年旗本内藤氏領となり明治維新に至る。

## 世帯数と人口
2019年（令和元年）9月30日現在の世帯数と人口は以下の通りである。
| 町丁         | 世帯数 | 人口  |
| ------------ | ------ | ----- |
| 甲南町上馬杉 | 58世帯 | 145人 |

## 学区
市立小・中学校に通う場合、学区は以下の通りとなる。
| 番・番地等 | 小学校                 | 中学校             |
| ---------- | ---------------------- | ------------------ |
| 全域       | 甲賀市立甲南第三小学校 | 甲賀市立甲南中学校 |

## 交通

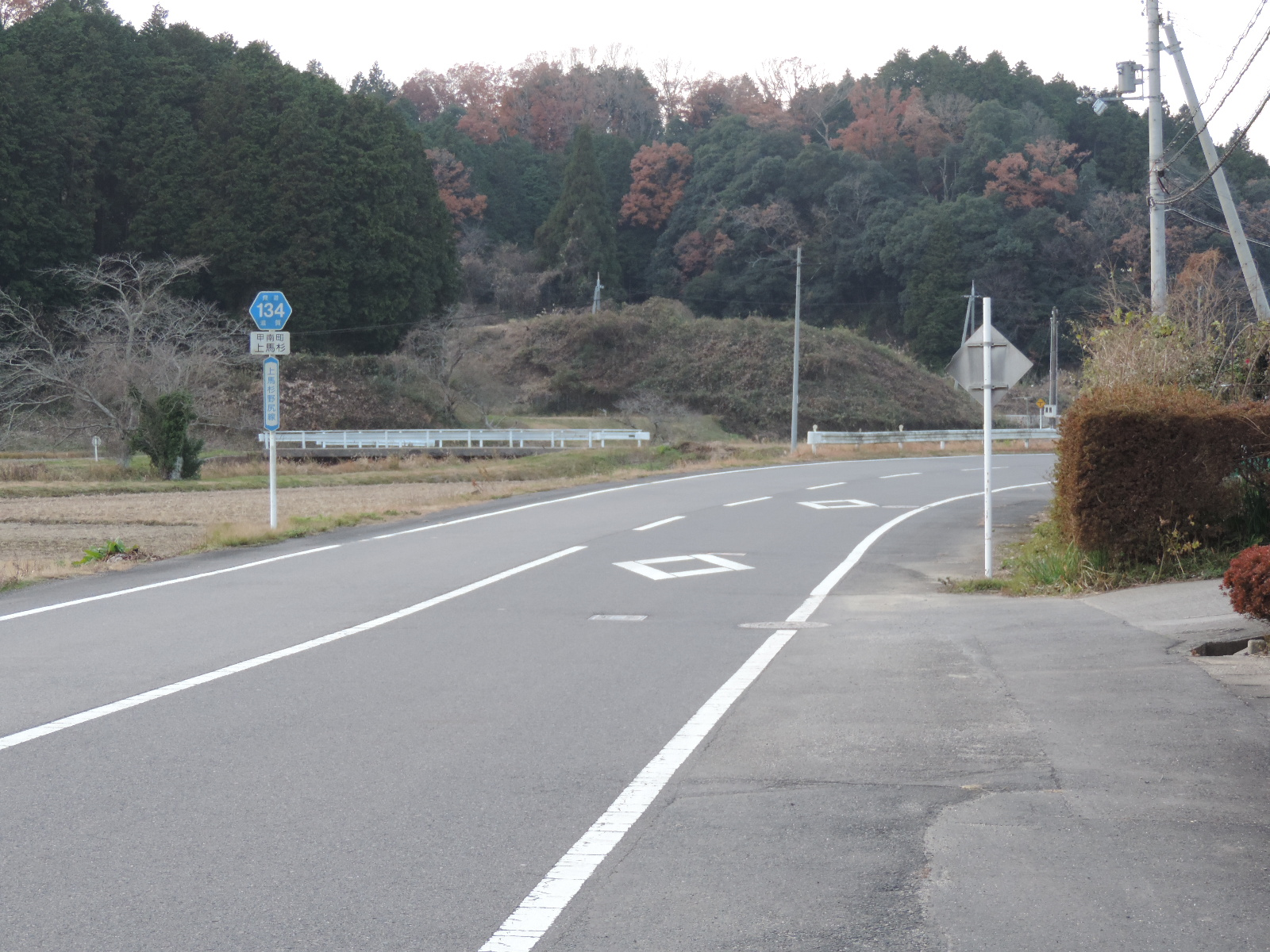
滋賀県道134号上馬杉野尻線
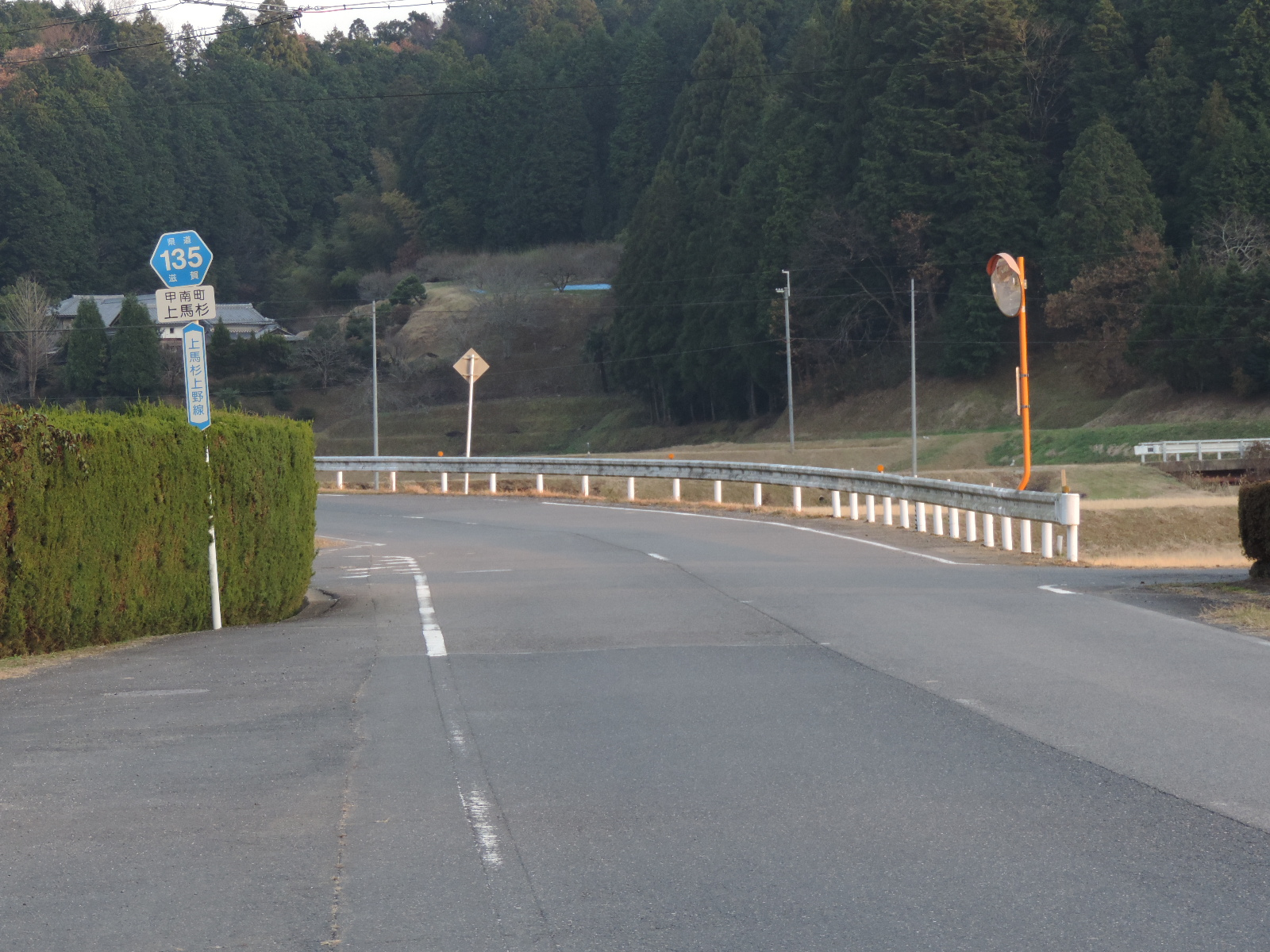
滋賀県道135号上馬杉上野線
- 市道南谷線
- 市道上馬杉手力線

- 滋賀県道134号上馬杉野尻線
- 滋賀県道135号上馬杉上野線

## 施設
- 油日神社（甲南町） - 981年鎮座。橘朝臣敏保卿の創祀という。
- 誓蓮寺
- 馬杉城跡
- 辻月丹の顕彰碑

## その他

### 日本郵便
- 郵便番号 : 520-3303[3]（集配局：甲南郵便局[7]）